# Trisomie 16
Eine Trisomie 16 ist eine durch Verdreifachung (Trisomie) von Erbmaterial des 16. Chromosoms hervorgerufene Genommutation. Sie verläuft mehrheitlich bereits in der Schwangerschaft tödlich; bei durchschnittlich 32 von 100 Föten mit einer Form der Trisomie, die während der Schwangerschaft aufgrund einer spontanen Fehlgeburt sterben, kann eine Trisomie 16 nachgewiesen werden. Damit ist diese Form der Trisomie die häufigste chromosomale Ursache spontaner Fehlgeburten.
Eine Trisomie 16 ist genetisch dadurch gekennzeichnet, dass das Chromosom 16 oder ein Teil davon dreifach (= trisom) statt üblicherweise zweifach (= disom) in allen oder in einem Teil der Körperzellen vorhanden ist. Die Auftrittswahrscheinlichkeit von Trisomie 16 beim Baby steigt mit zunehmendem Alter der Kindsmutter.
Es werden vier Formen der Trisomie 16 unterschieden:
1. Freie Trisomie 16:  Typus, bei dem in allen Körperzellen das Chromosom 16 komplett dreifach (trisom) vorhanden ist. Der Karyotyp der Freien Trisomie 16 lautet: 47,XX+16 bzw. 47,XY+16.
2. Translokations-Trisomie 16: Typus, bei dem in allen Körperzellen das Chromosom 16 komplett dreifach (trisom) vorhanden ist, eines der Chromosomen 16 sich jedoch an ein anderes Chromosom angelagert hat. Eine Chromosomenverlagerung wird in der Genetik als Translokation bezeichnet.
3. Mosaik-Trisomie 16: Typus, bei dem nicht in allen Körperzellen das Chromosom 16 dreifach (trisom) vorhanden ist, sondern gleichzeitig eine Zelllinie mit dem üblichen disomen Chromosomensatz existiert. Das Vorliegen mehrerer Karyotypen innerhalb eines Organismus wird in der Genetik als Mosaik bezeichnet. Der Karyotyp der Mosaik-Trisomie 16 lautet: 46,XX/47,XX+16 bzw. 46,XY/47,XY+16.
4. Partielle Trisomie 16:  Typus, bei dem die Chromosomen 16 zwar wie üblich zweifach (disom) in allen Körperzellen vorliegen, allerdings ein Teil (Part) eines der beiden Chromosomen 16 verzweifacht ist, wodurch eines der Chromosomen 16 etwas länger ist als das andere. Die Erbinformationen in diesem Abschnitt liegen somit insgesamt dreifach (trisom) vor.

## Prognose
Während Kinder mit Freier Trisomie 16 und Translokations-Trisomie 16 nicht lebensfähig sind, ist beim Mosaik-Typus und der partiellen Trisomie 16 abhängig von Anteil und Auswirkung des trisom vorliegenden Chromosomenmaterials ein längeres Überleben bei adäquater Behandlung von eventuell vorliegenden Organfehlbildungen möglich.

## Symptome
Aufgrund der seltenen Lebendgeburt von Kindern mit Trisomie 16 sind hauptsächlich pränatal (vorgeburtlich) feststellbare Merkmale dokumentiert, die gehäuft bei betroffenen Babys auftreten. Dazu zählen: Herzfehler, vergrößerte Nackentransparenz, singuläre Nabelschnurarterie, Flexionskontraktur der Finger (übereinander geschlagene Finger), Omphalozele und verlangsamtes, aber symmetrisches Wachstum. Nach der Geburt kann auch bei bereits verstorbenen Kindern vielfach eine Vierfingerfurche erkannt werden. Lebend geborene Babys fallen durch eine generalisierte Muskelhypotonie auf, durch die es zu einer Trinkschwäche kommen kann.